# Sinfonia n. 10 (Šostakovič)
La Sinfonia n. 10 in mi minore (Op. 93) di Dmitrij Šostakovič è stata scritta nel 1953 ed eseguita per la prima volta dall'Orchestra Filarmonica di Leningrado, diretta da Evgenij Mravinskij, che diresse anche altre "prime" delle sue opere, il 17 dicembre dello stesso anno.

## Struttura

### La firma di Šostakovič
Nella sinfonia troviamo spesso ripetuto il tema "Re – Mi bemolle – Do – Si", ovvero la firma musicale del musicista. Le note "D – S – C – H" sono le iniziali del compositore in tedesco, D. SCH.
La sinfonia è composta da quattro movimenti:

### Moderato
Definito da Kay la "migliore pagina sinfonica dell'autore russo", l'apertura della sinfonia si mostra come un deserto disperato. Ad un inizio strisciante, segue una parte centrale dove si raggiunge l'acme della drammaticità ed un finale in clima di distensione, in cui il maestro acuisce il senso di prostrazione.
Il movimento ha forma di sonata. Non assistiamo a nessun rilascio di tensione né ripetizione di temi della musica. Le sonorità sono ambigue, le linee melodiche hanno una progressione ansiosa, quasi a "tentoni". La tonalità cambia ma non viene mai esposta chiaramente; gli elementi cromatici, diatonici e modali sono tenuti in costante tensione.

### Allegro

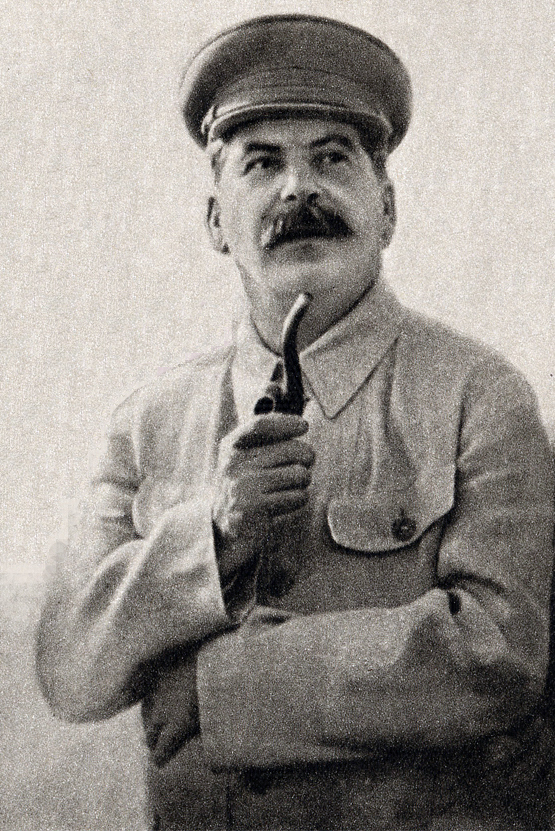

In questo brevissimo, in confronto al precedente, ma grandioso movimento, si assiste ad una straordinaria potenza espressiva. Costruito nella tonalità di Sol maggiore, è basato su una sorta di un contrappunto in cui si sovrappongono blocchi sonori basati su melodie russe. Il brano si chiude in una maniera improvvisa, così come era iniziato. Secondo Solomon Volkov la potenza e la violenza del movimento sarebbero basate sulla figura di Stalin stesso.
L'interpretazione di Volkov non è condivisa da tutti i biografi del compositore. Citando la testimonianza del figlio del compositore, Maksim, Laurel Fay ha scritto: "Non ho trovato alcune prova che questo programma specifico sia stato inteso o percepito al tempo della composizione e della prima esecuzione". Il musicologo Richard Taruskin ha definito l'interpretazione di Volkov "una rivelazione dubbia, che mai nessuno aveva sospettato prima in Russia o in Occidente".  Elizabeth Wilson aggiunge: "La sinfonia n. 10 è spesso interpretata come un commento del compositore sulla recente epoca staliniana. Ma come accade spesso nell'arte di Šostakovič, la descrizione degli eventi esterni è contrapposta al mondo privato dei suoi sentimenti interiori".
Diversi musicologi sostengono che le informazioni contenute nel lavoro di Volkov (già rigettate dalla vedova del compositore) sono inaffidabili, in parte inventate o rimaneggiate.

### Allegretto
Qui assistiamo ad alcune citazioni del primo movimento e all'uso, ancora insistentemente, della firma "D.Sch.". In questo tempo di valzer, l'autore fa emergere una frase intonata dal corno, di evidente richiamo a Mahler. Il tema "D.Sch.", stavolta trasposto, continua incessantemente sino alla fine del movimento.

### Andante, Allegro
Šostakovič riprende, come suo uso, il tema dello scherzo del secondo movimento, ma meno furiosamente. Ad esso si sovrappone il tema del terzo, che progressivamente lo supera in potenza.

## Registrazioni
- Dimitri Mitropoulos, New York Philharmonic, Urania URN22 437
- Evgenij Mravinskij, Orchestra filarmonica di Leningrado, Naxos 9 80578
- Karel Ančerl, Orchestra Filarmonica Ceca, DG 463 666-2GOR; Naxos  9 80302
- Efrem Kurtz, Philharmonia Orchestra, Testament SBT1078
- Herbert von Karajan, Berliner Philharmoniker, DG 429 716-2GGA
- Evgenij Fëdorovič Svetlanov, Orchestra Sinfonica di Stato dell'URSS, ICA ICAC5036
- Herbert von Karajan, Berliner Philharmoniker, Melodija, MELCD100 1513
- Kirill Petrovič Kondrašin, Orchestra Sinfonica Statale di Mosca, Melodija MELCD10 01065
- Jurij Chatuevič Temirkanov, Orchestra filarmonica di Leningrado, Russian Disc RDCD11195
- Paavo Berglund, Bournemouth Symphony Orchestra, Warner 019255-2
- Evgenij Mravinskij, Orchestra filarmonica di Leningrado, Warner 2564 69890-5
- Bernard Haitink, London Philharmonic Orchestra, Decca 478 1429DC7; 475 7413DC11
- Kurt Sanderling, Orchestra Sinfonica di Berlino, Berlin Classics 0092172BC
- Herbert von Karajan, Berliner Philharmoniker, DG 477 5909GOR
- Gennadij Nikolaevič Roždestvenskij, Orchestra Sinfonica del Ministero della Cultura, Brilliant 9273
- Simon Rattle, Philharmonia Orchestra, EMI 697597-2
- Bernard Haitink, London Philharmonic Orchestra, LPO LPO0034
- Neeme Järvi, Royal Scottish National Orchestra, Chandos CHAN8630
- Mstislav Leopol'dovič Rostropovič, London Philharmonic Orchestra, Warner 2564 64177-2
- Vladimir Davidovič Aškenazi, Royal Philharmonic Orchestra, Decca 475 8748DC12
- Christoph von Dohnányi, Orchestra di Cleveland, Decca 430 844-2DH
- Maxim Šostakovič, London Symphony Orchestra, Alto ALC1083; ALC6004
- Stanisław Skrowaczewski, The Hallé, Hallé CDHLD7511
- Georg Solti, Chicago Symphony Orchestra, Decca 433 0732DH
- Mariss Jansons, Orchestra di Filadelfia, EMI 365300-2
- Rudolf Borisovič Baršaj, WDR Sinfonieorchester Köln, Brilliant 6324
- Mark Wigglesworth, BBC National Orchestra of Wales, BIS BIS-CD973/4
- Semyon Bychkov, WDR Sinfonieorchester Köln, Avie AV2137
- Paavo Järvi, Orchestra Sinfonica di Cincinnati, Telarc CD80702
- Mariss Jansons, Orchestra reale del Concertgebouw, RCO Live RCO13001
- Vasilij Ėduardovič Petrenko, Royal Liverpool Philharmonic, Naxos 8 572461; 8 501111
- Jurij Chatuevič Temirkanov, Orchestra del Festival di Verbier, Ideale Audience Intl 307 9138
- Valerij Abisalovič Gergiev, Orchestra sinfonica del teatro Mariinskij, ArtHaus 107 551; 107 552
- Andris Nelsons, Boston Symphony Orchestra, DG 479 5059GH